# Aaron Kayser
Aaron Kayser (* 22. Mai 1999 in Freyburg (Unstrut)) ist ein deutscher Basketballspieler.

## Karriere
Kayser kam in Freyburg (Unstrut) im Bundesland Sachsen-Anhalt zur Welt. Er spielte in der Jugendabteilung des Mitteldeutschen Basketball Clubs und besuchte die Sportschule in Halle. Im Spieljahr 2015/16 gehörte er zudem zum Aufgebot der BG Bitterfeld-Sandersdorf-Wolfen 06 in der ersten Regionalliga.
Im Sommer 2016 wechselte Kayser zum BV Chemnitz 99 in die 2. Bundesliga ProA. Bis 2018 wurde er in 16 Spielen der zweithöchsten deutschen Liga eingesetzt. Während der Sommerpause 2018 wechselte er in die zweite Herrenmannschaft der Skyliners Frankfurt (2. Bundesliga ProB) und wurde in das erweiterte Frankfurter Bundesliga-Aufgebot berufen. Am 29. Dezember 2018 bestritt Kayser gegen Ulm einen ersten Kurzeinsatz in der Basketball-Bundesliga.
Ende Juli 2020 wechselte Kayser zum Drittligisten Dresden Titans. Mit 9,8 Punkten und 5,2 Rebounds je Begegnung war er in der Saison 2020/21 Leistungsträger der Sachsen, mit denen er Hauptrundenerster der 2. Bundesliga ProB Süd wurde. Er wurde in der Sommerpause 2021 vom Zweitligisten Paderborn Baskets unter Vertrag genommen.
2023 nahm Kayser ein Angebot des Zweitligisten Artland Dragons an. Im Sommer 2024 kehrte er nach Dresden zurück. Nachdem sich die Sachsen im Anschluss an die Saison 2024/25 aus der zweithöchsten deutschen Spielklasse zurückgezogen hatten, ging Kayser wieder nach Paderborn, das im Sommer 2025 als Nachrücker den Aufstieg in eben diese Liga geschafft hatte.

### Nationalmannschaft
Im Sommer 2017 war Kayser Mitglied der deutschen U18-Nationalmannschaft bei der Europameisterschaft in der Slowakei.